# Sachartymaj
Il Sachartymaj (in russo Сахартымай?) è un fiume della Russia siberiana orientale che scorre nell'Allaichovskij ulus della Repubblica Autonoma della Sacha-Jacuzia. Si tratta di un canale della Indigirka che scorre alla sua destra. Fa parte del bacino della Lena.
Si dirama dall'Indigirka sulla destra ad un'altitudine di 7 metri sul livello del mare tra le isole Mochnatyj e Chatystach. Scorre in direzione generale nord attraverso un bosco di larici, in un corso tortuoso. Confluisce nell'Indigirka vicino all'isola Boec, a 174 km dalla foce. La larghezza vicino alla foce raggiunge i 125 metri, la profondità è di 3 metri. Ha una lunghezza di 125 km e il suo bacino è di 3 500 km². I suoi maggiori affluenti sono i fiumi Ochotyn'ja (120 km) e Ambar-Jurjach (76 km), provenienti dalla destra idrografica.